# Robert Antelme

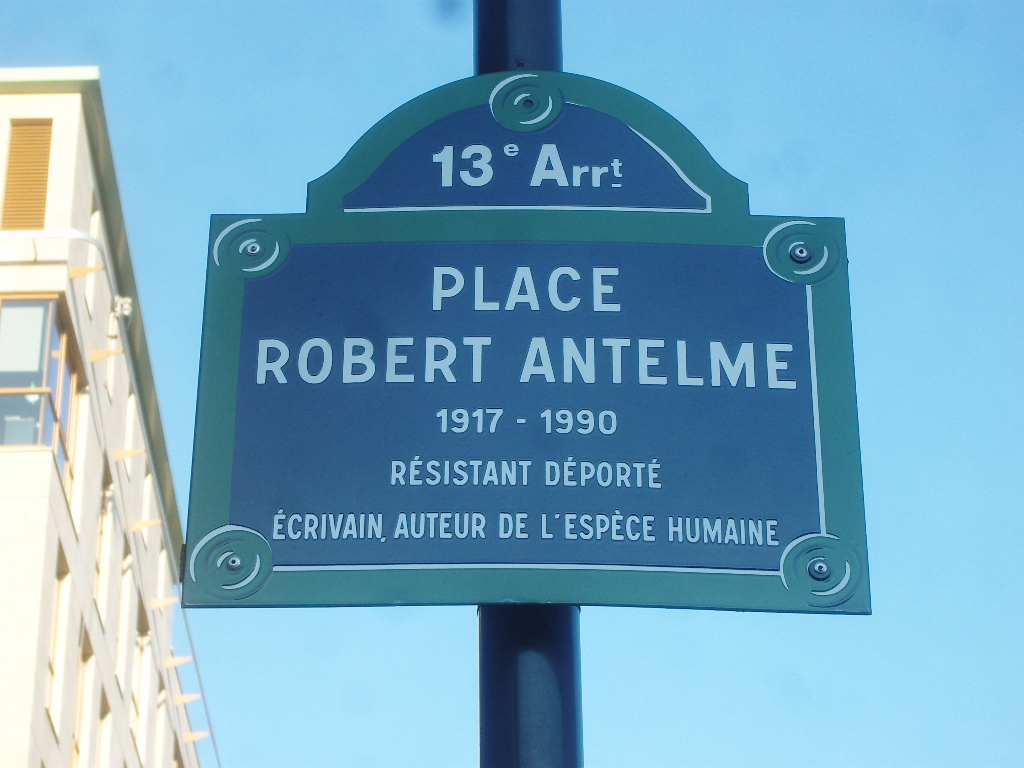
Parigi 13º arrondissement - Place Robert-Antelme -

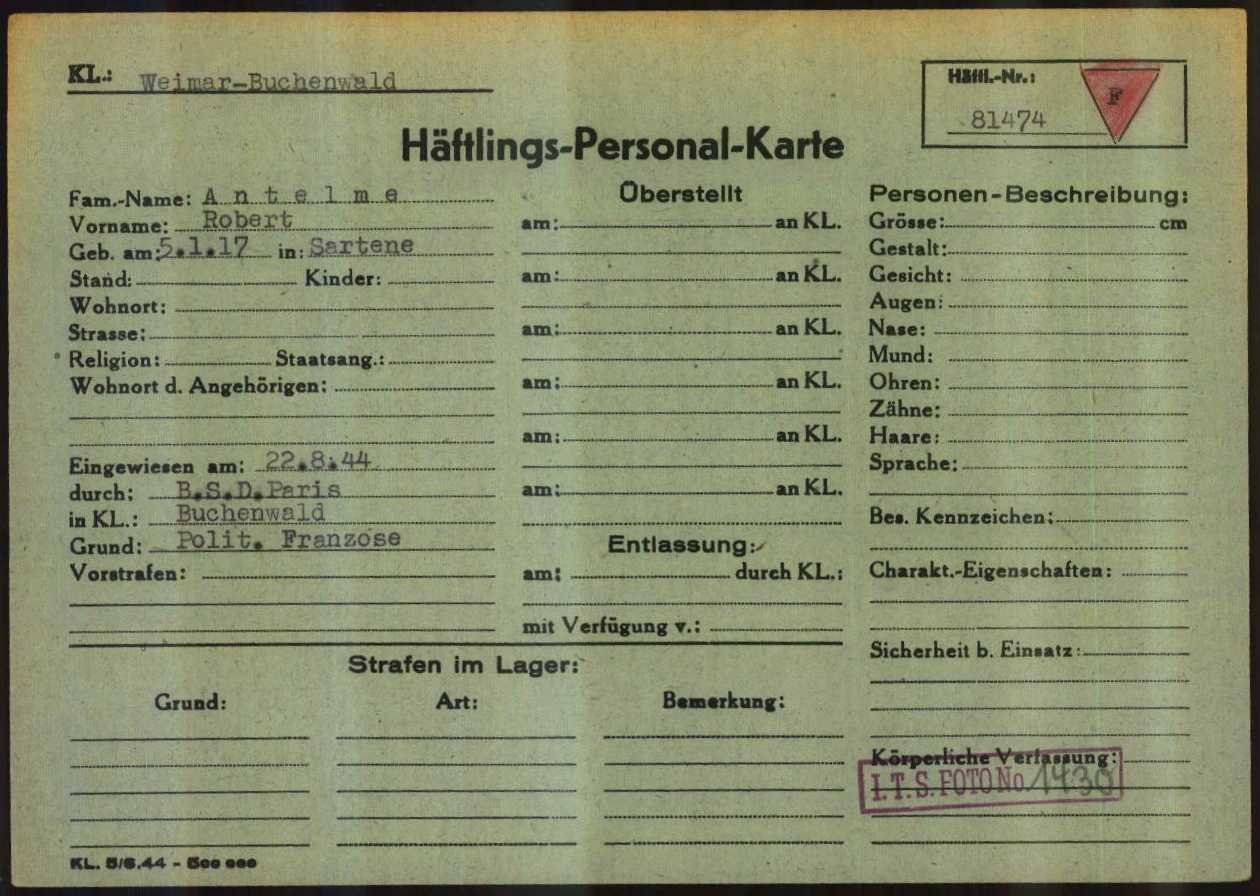
Modulo di registrazione di Robert Antelme come prigioniero nel campo di concentramento nazista di Buchenwald

Robert Antelme (Sartene, 5 gennaio 1917 – Parigi, 26 ottobre 1990) è stato un poeta, scrittore e partigiano francese che subì la deportazione. Fu autore di uno dei maggiori libri sui campi di concentramento: L'Espèce humaine.

## Biografia
Nel 1939 sposò Marguerite Duras che al tempo lavorava per una casa editrice. Il loro primo figlio, un maschio, morì alla nascita nel 1942. Nello stesso anno Marguerite Duras conobbe Dionys Mascolo che divenne il suo amante. Marguerite Duras e Robert Antelme furono membri della Resistenza sotto l'Occupazione. Il loro gruppo cadde in un'imboscata; Marguerite Duras riuscì a sfuggire grazie all'aiuto di "Jacques Morland", nome di battaglia di François Mitterrand, mentre Robert Antelme venne arrestato e inviato in un campo di concentramento il 1º giugno 1944. Dopo un passaggio a Buchenwald, venne condotto a Gandersheim da un piccolo commando dipendente da Buchenwald, dove venne alloggiato in una vecchia chiesa sconsacrata, nei pressi di una fabbrica.
Dopo la fine della guerra, François Mitterrand ritrovò Robert Antelme nel campo di Dachau, malato di tifo e spossato da mesi di detenzione in condizioni inumane, e lo ricondusse a Parigi. Marguerite Duras scrisse un racconto sull'attesa del suo ritorno: La Douleur, pubblicato nel 1985.
Nel 1947 Robert Antelme riportò la sua esperienza in un libro di grande importanza, L'Espèce humaine. Passato inizialmente quasi inosservato, verso il 1950 il libro fu ripreso dalla critica, premiato e infine considerato come un classico della letteratura sui campi di sterminio. È dedicato a sua sorella Marie Louise, morta nella deportazione. Robert Antelme, nel libro, mostra dei deportati che conservano la propria coscienza di fronte alle peggiori crudeltà umane. Gli uomini che descrive, ridotti allo stato di "mangiatori di scorze", vivono nel bisogno ossessivo ma anche nella coscienza di vivere.
Nel 1945 Robert Antelme fondò con Marguerite Duras una casa editrice, «La cité universelle». La coppia divorziò nel 1946, ma lavorò ancora insieme, come ad esempio nel 1959 quando, su richiesta di Raymond Rouleau, adattò Les papiers d'Aspern (Il carteggio Aspern), testo teatrale di Michael Redgrave, tratto da una novella di Henry James. Dopo la guerra, egli continuò dunque un lavoro discreto negli ambienti letterari, collaborò a Les Temps Modernes e militò nel Partito comunista francese, dal quale venne escluso nel 1956, dopo la repressione effettuata dalle truppe del Patto di Varsavia sull'insurrezione di Budapest. Durante la guerra d'Algeria, Robert Antelme fu uno dei firmatari del Manifesto dei 121.
Robert Antelme morì nella notte tra il 25 e il 26 ottobre 1990.

## Citazioni
En face de cette coalition tout-puissante (des S.S. et des kapos), notre objectif devenait le plus humble. C'était seulement de survivre. Notre combat, les meilleurs d'entre nous n'ont pu le mener que de façon individuelle. La solidarité même était devenue affaire individuelle. 
Je rapporte ici ce que j'ai vécu. L'horreur n'y est pas gigantesque. Il n'y avait à Gandersheim ni chambre à gaz, ni crématoire. L'horreur y est obscurité, manque absolu de repère, solitude, oppression incessante, anéantissement lent. Le ressort de notre lutte n'aura été que la revendication forcenée, et presque toujours elle-même solitaire, de rester, jusqu'au bout, des hommes.
trad.: Di fronte a questa coalizione potentissima, il nostro obiettivo diventava il più umile. Cercare di sopravvivere. Anche i migliori tra noi non hanno potuto portare avanti la resistenza che in maniera individuale. La stessa solidarietà, del resto, era diventata una questione individuale.
Io parlo qui solo della mia esperienza. Non che l'orrore fosse enorme. A Gandersheim non vi erano né camere a gas né crematori. L'orrore era l'oscurità, la mancanza assoluta di riferimento, la solitudine, l'oppressione incessante e il lento annientamento. L'impulso alla nostra lotta non sarebbe stato che la forsennata rivendicazione, e anch'essa sempre solitaria, di restare uomini fino alla fine. (ed. italiana, Prefazione, pag. 7)

## Opere
- L'Espèce humaine, Gallimard, 1947, 1957, 1999 (tr. it.: La specie umana, Torino, Einaudi 1969)
- Penser la mort, Gallimard
- Vengeance, Farrago (tr. it.: Vendetta, intr. di Danielle Cohen-Levinas, post. di Jean-Luc Nancy, Roma, InSchibboleth 2023, ISBN 978-88-9869-440-2)